# Nina Petri
Nina Petri, née le 16 juillet 1963 à Hambourg, est une actrice allemande.

## Biographie
De 1983 à 1987 elle a fait une formation d'actrice à l'école « Westfälische Schauspielschule Bochum ».
Nina Petri a deux filles et habite à Hambourg.

## Filmographie (Sélection)
- 1991 : Allein unter Frauen de Sönke Wortmann
- 1991 : Happy Birthday, Türke de Doris Dörrie
- 1991 : Leise Schatten de Sherry Hormann
- 1993 : Maria la maléfique (Die tödliche Maria) de Tom Tykwer
- 1995 : Ich und Christine
- 1997 : Die Unschuld der Krähen
- 1998 : Aller simple pour Inari (Zugvögel... Einmal nach Inari) de Peter Lichtefeld
- 1998 : Cours, Lola, cours (Lola rennt) de Tom Tykwer
- 1998 : Suis-je belle ? (de) (Bin ich schön?) de Doris Dörrie
- 2000 : L'Insaisissable (Die Unberührbare) d'Oskar Roehler
- 2002 : Big Girls Don't Cray (Große Mädchen weinen nicht) de Maria von Heland

## Distinctions
Sauf indication contraire, les informations mentionnées dans cette section peuvent être confirmées par la base de données cinématographiques IMDb,  présente dans la section « Liens externes ».

### Récompenses
- Deutscher Filmpreis 1999 : meilleur second rôle féminin pour Cours, Lola, cours et Suis-je belle ? (de)